# Louis Chevalier (Leichtathlet)

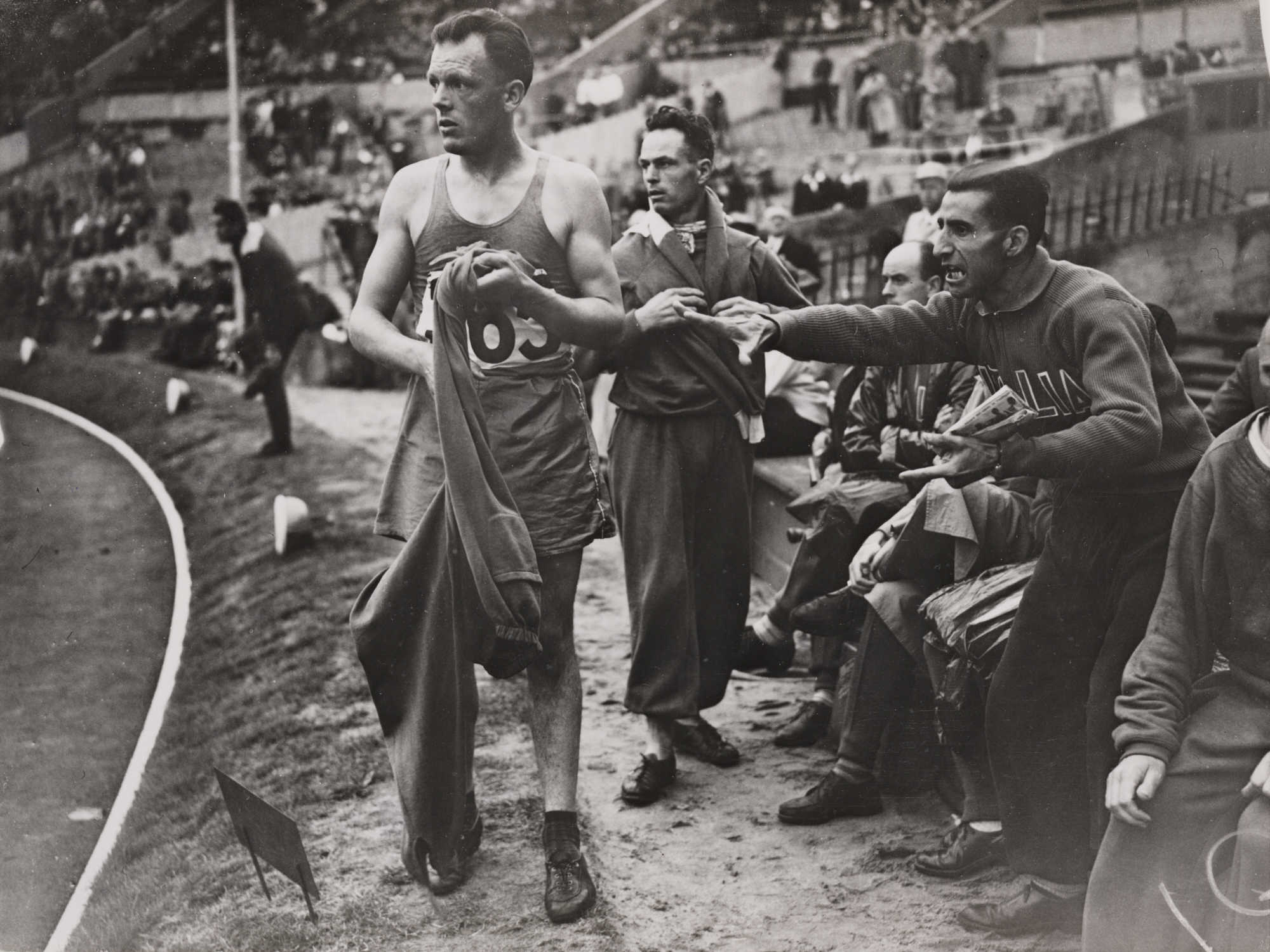
Louis Chevalier nach seiner Disqualifikation bei den Olympischen Spielen 1948

Louis Francois Joseph Marie Chevalier (* 28. April 1921 in Chavagne; † 13. November 2006 in Rennes) war ein französischer Geher.
Im 10.000-Meter-Gehen wurde er bei den Europameisterschaften 1946 in Oslo Vierter. 1948 wurde er bei den Olympischen Spielen in London in der Vorrunde disqualifiziert. Bei den Europameisterschaften 1950 in Brüssel wurde er Fünfter, bei den Olympischen Spielen 1952 in Helsinki Vierter und bei den Europameisterschaften 1954 in Bern Siebter. 1955 gewann er bei den Mittelmeerspielen Bronze.
Fünfmal wurde er Französischer Meister im 10.000-Meter-Gehen (1945, 1951–1954) und einmal im 20-km-Gehen (1956).

## Persönliche Bestzeiten
- 10.000 m Gehen: 45:19,6 min, 1952
- 20 km Gehen: 1:36:40 h, 1956